# 사랑해 (만화)
사랑해는 한국의 만화가 허영만이 그림, 김세영이 글을 맡은 만화 작품이다. 동아일보에 1999년부터 2002년까지 연재 해 왔다. 단행본 총 12권이 김영사로부터 발매되었다.

## 개요
허영만의 작품 중에서 가족애를 다룬 작품. 기존 성인용 극화만화였던 타짜나 비트와 달리 누구나 읽기 쉬운 내용이 되고 있었다. 신문 연재가 되는 동안 폭발적인 반응을 불러 와, 허영만 자신의 홈페이지에서도 잠시 전본이 공개가 되고 있었다.

## 줄거리
17세의 영희는 철수와 사랑에 빠져, 속도위반의 결혼을 한다. 그 이후 지우를 출산한다.

## 등장인물
- 철수
- 영희
- 팽권 : 본작의 작품을 해설 해 주는 팽권. 작품의 진행 상황을 설명하고 있다.
- 지우 : 철수와 영희가 결혼해 출산한 여자 아이. 작품이 갈수록 성장해, 말도 할 수 있을 정도가 된다.

## 같이 보기
- 김세영